# Saltukides
1071–1202
Entités précédentes :
- Empire seldjoukide

Entités suivantes :
- Sultanat de Roum

Les Saltukides ou Saltuqides (en turc : Saltuklular, en arabe : al saltūq, آل سلتوق) forment une dynastie de beys ayant régné sur une partie de l'est de l'Anatolie pendant le XIIe siècle.

## Histoire
En 1071, les Seldjoukides vainquent l’empire byzantin à la bataille de Mantzikert.
Ebul Kasim Saltuk (Abû al-Qâsim Saltûq Ier) est chargé, par les Seldjoukides, d'aller à la conquête de l’Anatolie. Il conquiert Theodosiopolis et le sultan Alp Arslan le désigne comme bey pour régner sur la région. Dès 1080, la dynastie saltukide s'installe à Erzurum dont elle fait sa capitale. L'ancienne Karin des Arméniens (en arménien : Կարին (Karin ou Garin)), devenue Theodosiopolis sous la période byzantine prend le nom d’Arz al-Roum (en arabe : ʾarḍ ar-rūm, أرض الروم, terre des Roum) ou Arzan al-Roum. Elle aurait été nommée ainsi à cause des Arméniens réfugiés venant d'une ville proche nommée Arzan et détruite en 1049 par les Seldjoukides.
En 1086, à la mort du sultan de Roum Süleyman Chah, Ebul Kasim exerce la fonction de régent jusqu'à la majorité de Kılıç Arslan. Ce dernier était retenu en captivité par Tutuch, fondateur de la dynastie seldjoukide de Syrie. Tutuch est vaincu par les Byzantins qui sauvent ainsi la dynastie des seldjoukides de Roum. À la mort du grand seldjoukide Malik Châh Ier (1092), Kılıç Arslan devient sultan de Roum. En 1110, son deuxième fils Malik Châh Ier (homonyme du sultan grand seldjoukide mort en 1092) lui succède mais il est en lutte avec ses frères qui lui contestent sa couronne.
Ebul Kasim reste d’abord vassal des Seldjoukides, puis il profite de leurs querelles pour prendre son indépendance. Son fils Ali lui succède en 1103. Il conquiert Kars et renforce ainsi sa position. Lui et ses successeurs prennent le titre de malik (roi).
Les Saltukides vont conquérir Bayburt, Oltu, Trabzon, İspir, et Tercan. En 1132, İzzeddin Saltuk, petit-fils d'Ebul Kasim accède au pouvoir. Sous son règne la dynastie des Saltukides atteint son apogée. Il se bat contre les Géorgiens et est fait prisonnier en 1153. Pour être libéré, il doit verser une rançon de 10 000 dinars payée avec l’aide des autres beys turcs. Il fait une alliance, consacrée par un mariage, avec le sultan de Roum Kılıç Arslan II. Les Géorgiens arrivent jusqu'à Erzurum mais se contentent de piller la ville avant de retourner dans leurs terres.
İzzeddin Saltuk meurt en 1174, son fils Muhammed le remplace. Dans les relations conflictuelles avec le roi de Géorgie David le Reconstructeur aux dépens duquel les Saltukides ont étendu leurs possessions, il se produit un curieux épisode : Muhammed va offrir de se convertir au christianisme pour se marier avec celle qui sera la reine Tamar de Géorgie.
Une autre particularité de cette dynastie est le règne de Mama Hatun, la fille d'İzzeddin Saltuk, pendant une dizaine d'années à la fin du XIIe siècle. Dès le début du siècle, les Saltukides ont dû lutter contre les sultans de Roum. Malik Shah Ier (1107-1116) avait l'intention de réunifier l'Anatolie sous son autorité, mais c'est le sultan de Roum Süleyman II (1197-1204) qui prend possession du beylicat en 1202. Des Saltukides restent sous la suzeraineté de Seldjoukides jusque vers 1230 quand Kay Qubadh Ier (1220-1237) annexe complètement ce territoire.

## Monuments
Les Saltukides laissent plusieurs monuments à Erzurum et à Tercan.
- Kale Mescidi (tour de la petite mosquée), Tebsi Minare (minaret), Ulu Câmi (grande mosquée) (1179) à Erzurum.
- Le mausolée et le caravansérail de Mama Hatun à Tercan.

## La dynastie
| Dates     | Nom                                 | Nom turc            | Fils de    | Nom arabe                    |                                        |
| --------- | ----------------------------------- | ------------------- | ---------- | ---------------------------- | -------------------------------------- |
| 1097-1103 | Abû al-Qâsim Saltûq Ier             | Ebul Kasim Saltuk   |            | أبو القاسم سلتوق             | Fondateur et éponyme de la dynastie.   |
| 1103-1124 | `Alî                                | Ali                 | Saltûq Ier | علي بن سلتوق                 |                                        |
| 1124-1132 | Dhiyâ’ al-Dîn Abû al-Muzaffar Ghâzî | Ziyaeddin Gazi      |            | ضياء الدين أبو المظفر غازي   |                                        |
| 1132-1168 | `Izz al-Dîn Saltûq II               | İzzeddin Saltuk     | `Alî       | عز الدين سلتوق بن علي        |                                        |
| 1168-1191 | Nâsir al-Dîn Muhammad               | Nâsıreddîn Muhammed | Saltûq II  | ناصر الدين محمد              |                                        |
| 1191-1201 | Mâmâ Khâtûn                         | Mama Hatun          | Saltûq II  | ماما خاتون بنت سلتوق         |                                        |
| 1201-1202 | `Alâ’ al-Dîn Abû Mansûr             | Alaeddin            | Muhammad   | علاء الدين أبو منصور بن محمد |                                        |
| 1202-1202 | Malik Châh                          | Melikşah            | Muhammad   | ملكشاه بن محمد               | Conquête par les Seldjoukides de Roum. |